# Тладіанта
Тладіа́нта (лат. Thladiantha) — рід квіткових рослин родини гарбузові (Cucurbitaceae).
Поширені у Південно-Східній Азії. У здичавілому вигляді зустрічається по всій Європі.

## Ботанічний опис
Багаторічні трави. Стебла повзучі за допомогою вусиків, довжиною 1–5 м. Коріння потовщене, бульбоподібне.
Листки чергові, цілісні, серцеподібні, з дрібнозубчатими краями.
Квітки дводомні, віночок дзвоновий. Тичинок п'ять, нерівні. Зав'язь подовгаста.
Плід довгасто-овальний, багатосім'яний, соковитий. Насіння оберненояйцевидні, гладкі, стислі.

## Види
Рід налічує близько 26 видів, деякі з них:
- Thladiantha cordifolia (Blume) Cogn.
- Thladiantha davidii Franch.
- Thladiantha dubia Bunge типовий — Тладіанта сумнівна
- Thladiantha hookeri C.B.Clarke
- Thladiantha lijiangensis A.M.Lu & Zhi Y.Zhang
- Thladiantha nudiflora Hemsl.
- Thladiantha oliveri Cogn. ex Mottet
- Thladiantha pustulata (H.Lev.) C.Jeffrey ex A.M.Lu & Zhi Y.Zhang